# گریتاون (اوهایو)
گریتاون (به انگلیسی: Graytown) یک منطقهٔ مسکونی در ایالات متحده آمریکا است که در شهرستان اتاوا، اوهایو واقع شده‌است.